# Strażnica WOP Widuchowa
Strażnica WOP Ognica/Widuchowa – zlikwidowany pododdział Wojsk Ochrony Pogranicza pełniący służbę graniczą na granicy z Niemiecką Republiką Demokratyczną.

## Formowanie i zmiany organizacyjne
Strażnica została sformowana w 1945 w strukturze 12 komendy odcinka Chojna jako 59 strażnica WOP (Ognica) o stanie 56 żołnierzy. Kierownictwo strażnicy stanowili: komendant strażnicy, zastępca komendanta do spraw polityczno-wychowawczych i zastępca do spraw zwiadu. Strażnica składała się z dwóch drużyn strzeleckich, drużyny fizylierów, drużyny łączności i gospodarczej. Etat przewidywał także instruktora do tresury psów służbowych oraz instruktora sanitarnego.

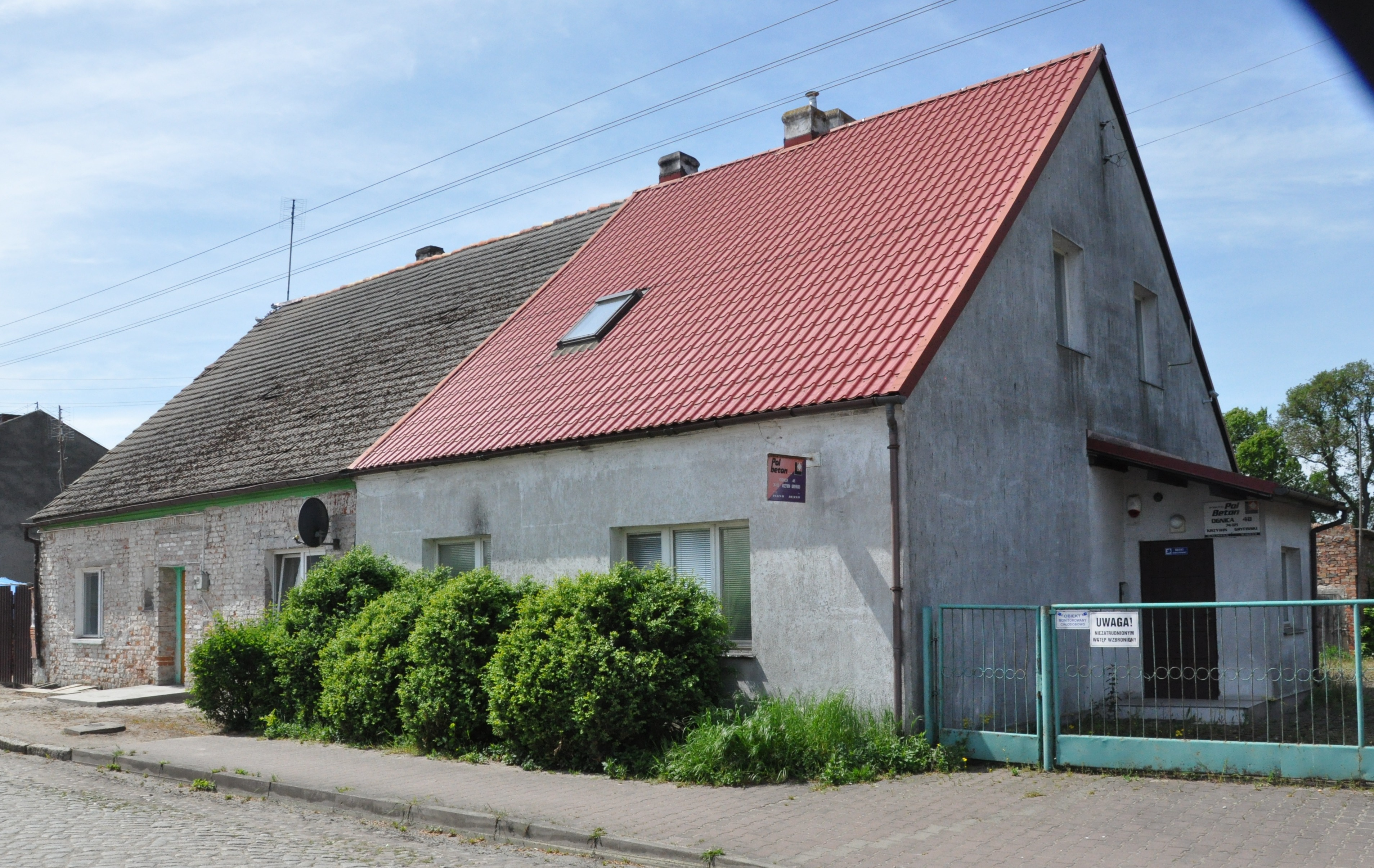
W Ognicy stacjonowała 59 strażnica WOP (maj 2014)

W 1947 została przeniesiona do Widuchowej jako Punk Kontroli Ruchu Rybackiego (PKRR), a następnie utworzono z niego strażnicę.
W związku z reorganizacją oddziałów WOP, 24 kwietnia w 1948, 59 strażnica OP Widuchowa została włączona w struktury 40 batalionu OP, a 1 stycznia 1951 122 batalionu WOP w Chojnie
Od 15 marca 1954 wprowadzono nową numerację strażnic, a 59 strażnica WOP Widuchowa II kategorii otrzymała nr 57 w skali kraju i stacjonowała w Widuchowej.
W 1956 rozpoczęto numerowanie strażnic na poziomie brygady. Strażnica specjalna WOP Widuchowa była 4 w 12 Brygadzie Wojsk Ochrony Pogranicza w Szczecinie.
W 1956 rozwiązano GPK Widuchowa i GPK Bielinek, a ich odcinki i zadania przejęła Strażnica WOP Widuchowa.
Po reorganizacji batalionu WOP Chojna w 1958, Strażnica WOP Widuchowa posiadała numer 8.
Rozkazem organizacyjnym dowódcy WOP nr 0148 z 2 września 1963 przeformowano Strażnicę WOP Widuchowa lądową kategorii III na 14 strażnicę WOP Widuchowa rzeczną kategorii I. Lata 60., w skład obsady strażnic włączono załogi jednostek pływających, a wiec sterników i motorzystów, którzy tym samym wzmocnili kadrę techniczną.
1 czerwca 1976 nastąpiła zmiana rejonu służbowego działania strażnicy, dyktowaną przez reformę administracyjną kraju i nowy podział na województwa, ponadto Wojska Ochrony Pogranicza przeszły na dwuszczeblowy system zarządzania. Strażnicę WOP Widuchowa podporządkowano bezpośrednio pod sztab 12 Pomorskiej Brygady WOP w Szczecinie, a w 1984 utworzonego batalionu granicznego WOP w Chojnie jako Strażnica WOP Lądowa rozwinięta w Widuchowej i tak funkcjonowała do 31 października 1989.
1 listopada 1989 został rozformowany batalion graniczny WOP w Chojnie jak również Strażnica WOP Widuchowa i Strażnica WOP Krajnik Górny, ich odcinki przejęła nowo sformowana Strażnica WOP Chojna Lądowa kadrowa (na czas „P” kadrowa), którą podporządkowano bezpośrednio dowódcy Pomorskiej Brygady WOP w Szczecinie.

## Ochrona granicy

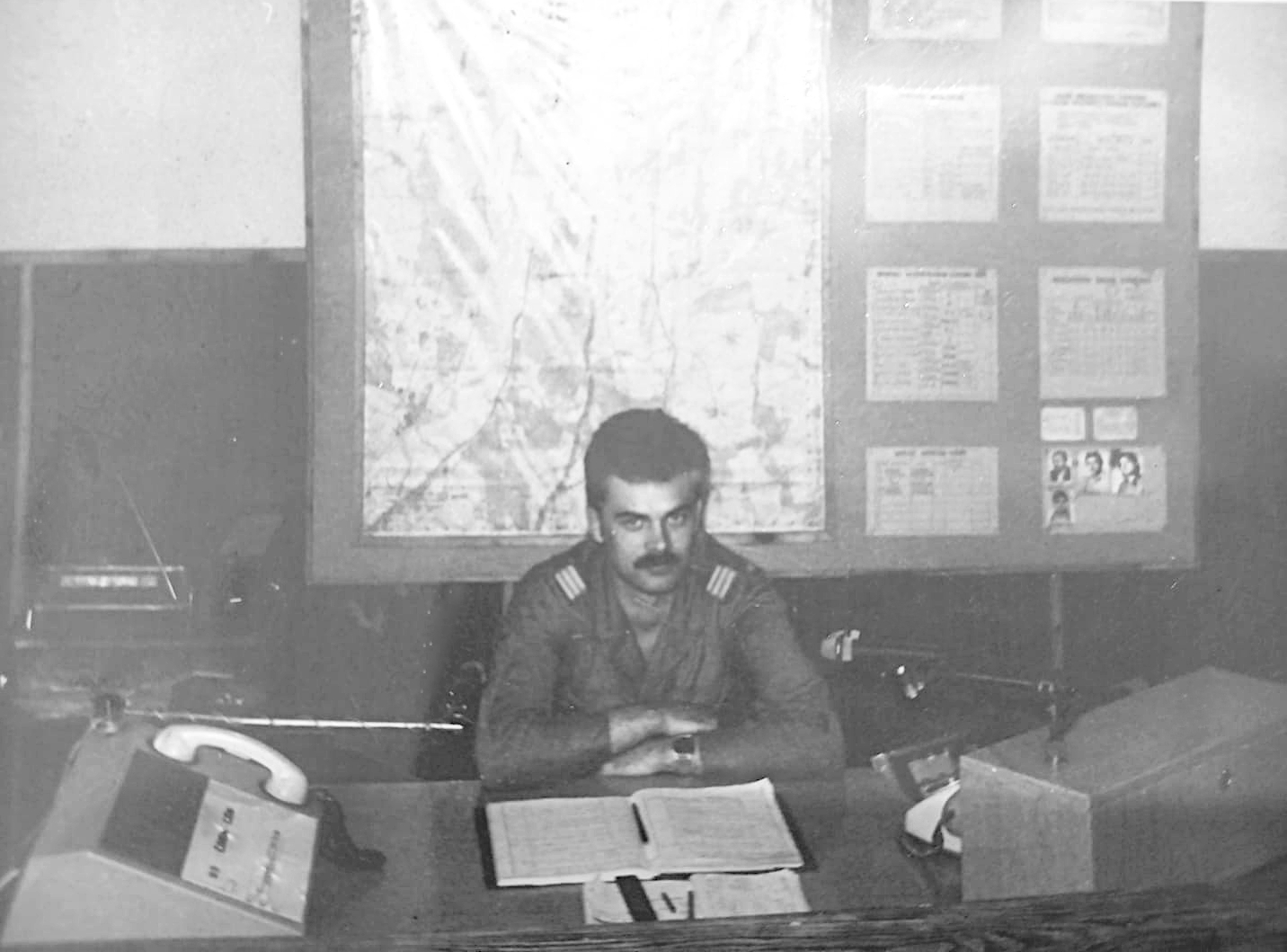
st. kpr. w pomieszczeniu Dyżurnego Operacyjny Strażnicy (1987)

Początkowo ochraniała odcinek granicy wzdłuż Odry:
- Od leśniczówki (80–50) do Widuchowej (włącznie).

Linia zaporowa:
- Od Rynicy (wyłącznie) przez Krzywin, Bolkowice (włącznie).

1 stycznia 1964 na ochranianym odcinku granicy państwowej przez strażnicę WOP Widuchowa funkcjonowało przejście graniczne, gdzie kontrolę graniczną osób, towarów i środków pływających wykonywała załoga strażnicy:
- Widuchowa (rzeczne).

## Wydarzenia
- 1968 – Stocznia Marynarki Wojennej przekazała dla WOP pierwszą partię kutrów rozpoznawczych, które skierowano do służby rzecznej na odrzańskim odcinku granicy zachodniej Pomorskiej Brygady WOP (W latach następnych zaopatrzono w nie pozostałe strażnice rzeczne)[17].
- 1972 – 25 kwietnia zarządzeniem dowódcy WOP opartym na ustaleniach polsko-enerdowskich dowódcy zachodnich brygad WOP otrzymali polecenie zorganizowania wspólnej z organami NRD kontroli granicznej ruchu rzecznego w miejscowościach Eisenhüttenstadt, Frankfurt nad Odrą, Hohensalten, Widuchowa, Gartz, Gryfino i Mescherin. Organy graniczne sprawowały tam kontrolę ruchu towarowego i pasażerskiego jaki odbywał się między Polską a Niemiecką Republiką Demokratyczną. Wspólną kontrolą objęty został także ruch turystyczny w miejscowościach: Miłów, Kostrzyn, Widuchowa i Gryfino. Poza wspólną kontrolą pozostały jedynie statki towarowe i pasażerskie płynące Odrą w ruchu wewnętrznym każdego państwa[18].
- 1976 – wycofano z granicy rowery, zastępując je motocyklami małolitrażowymi; WSK-175 dla kadry i WSK-125 dla żołnierzy służby zasadniczej (5–13 motocykli w zależności od obsady i na jakiej granicy). Wyposażone w łączność radiową motocykle stały się podstawowym środkiem transportu w służbie patrolowej i rozpoznawczej[19].
- 13 grudnia 1981–22 lipca 1983 – (stan wojenny w Polsce), normę służby granicznej dla żołnierzy podwyższono z 8 do 12 godzin na dobę. Ścisłą kontrolą objęto całą strefę nadgraniczną. W stan gotowości były postawione pododdziały odwodowe. Wzmocniono kontrolę ruchu jednostek pływających[20].

## Strażnice sąsiednie
- 58 strażnica WOP Krajnik Dolny ⇔ 60 strażnica WOP Marwice – 1946
- 58 strażnica OP Krajnik Górny ⇔ 60 strażnica OP Gryfino – 1949
- 56 strażnica WOP Krajnik Górny ⇔ 58 strażnica OP Gryfino – 15.03.1954
- 23 strażnica WOP Krajnik Górny kat. III ⇔ 21 strażnica WOP Gryfino kat. III – 1.01.1960
- 15 strażnica WOP Krajnik Górny rzeczna kat. I ⇔ 13 strażnica WOP Gryfino rzeczna kat. I – 1.01.1964
- Strażnica WOP Krajnik Górny lądowa rozwinięta ⇔ Strażnica WOP Gryfino lądowa rozwinięta – 31.10.1989.

## Dowódcy/komendanci strażnicy
- ppor. Sobieraj (był w 1945)[16]
- ppor. Eugeniusz Kwaczak (był w 10.1946)[f]
- plut. Antoni Kołtuniak p.o. (9.10.1951–26.02.1952)[22]
- plut. Antoni Kołtuniak (27.02.1952–30.10.1952)[22]
- ppor. Longin Kaszyca (do 1954)
- por. Michał Skutnik (1954–1955)[23]
- por. Marian Wełna (1955–1956)[23]
- kpt. Ryszard Ochnicki (1956–1963[g])[24]
- nn
- ppor./por. Jerzy Odl (1.04.1987[h]–31.10.1989[i]) – do rozformowania[25] .